# تونی بولاک
تونی بولاک (انگلیسی: Tony Bullock؛ زادهٔ ۱۸ فوریهٔ ۱۹۷۲) بازیکن فوتبال اهل بریتانیا است.
از باشگاه‌هایی که در آن بازی کرده‌است می‌توان به باشگاه فوتبال بارنزلی، باشگاه فوتبال سنت میرن، باشگاه فوتبال مکلسفیلد تاون، باشگاه فوتبال گیلینگام، باشگاه فوتبال هاید، باشگاه فوتبال لینکولن سیتی، باشگاه فوتبال داندی یونایتد، باشگاه فوتبال نورتویچ ویکتوریا، باشگاه فوتبال داندی، و باشگاه فوتبال لیک تاون اشاره کرد.